# Uwe Gerd Liebert
Uwe Gerd Liebert (* 10. Oktober 1954 in Düsseldorf) ist ein deutscher Mediziner, Virologe und Hochschullehrer. Liebert war von 1995 bis 2020 Direktor des Instituts für Virologie der Universität Leipzig.

## Leben
Uwe Gerd Liebert studierte Humanmedizin, Germanistik und Philosophie an der Heinrich-Heine-Universität Düsseldorf, an der Medical School der University of Manchester und an der Cornell University, School of Medicine, in New York. Von 1974 bis 1980 war er Stipendiat der Studienstiftung des deutschen Volkes, von 1983 bis 1984 gab ihm die Deutsche Forschungsgemeinschaft ein Stipendium. Von 1985 bis 1986 leistete Liebert seinen Zivildienst in einem Krankenhaus in Würzburg.
Nach der Approbation 1980 war er bis 1984 am Neuropathologischen Institut und der Neurologischen Universitätsklinik sowie an der Queen’s University Belfast (Nordirland) tätig. 1982 erfolgte die Promotion mit der Schrift Über die Wirkungen von Dihydro-Ergotamin auf das arterielle und das venöse System des grossen Kreislaufs, Untersuchungen an narkotisierten Hunden in vollständigem kardio-pulmonalem Bypass. Von 1986 bis 1995 arbeitete er am Institut für Virologie und Immunbiologie der Universität Würzburg. 1991 habilitierte er sich. Von 1995 bis 2020 war Uwe Gerd Liebert der Direktor des Instituts für Virologie der Universität Leipzig.
Im Frühjahr 2020 äußerte er sich zur COVID-19-Pandemie.

## Privates
Uwe Gerd Liebert war von 1986 bis 1995 Mitglied des Kirchenvorstandes der Johanniskirche in Würzburg, von 1997 bis 2014 Mitglied des Kirchenvorstandes der Kirche Panitzsch. Liebert war Mitglied der 27. Evangelisch-Lutherischen Landessynode Sachsens.
Liebert lebt bei Leipzig.